# Mexentypesa chiapas
Mexentypesa chiapas là một loài nhện trong họ Nemesiidae.
Mexentypesa chiapas được miêu tả năm 1987 bởi Raven.